# 長期支援
長期支援 （英語：Long-term support，縮寫：LTS）是一種软件的產品生命週期政策，特別是开源软件，它增加了软件开发过程及軟件版本週期的可靠度。長期支援延長了軟體維護的週期；它也改變了軟體更新（修補程式）的類型及頻率以降低風險、費用及软件部署的中斷時間，同時提升了軟體的可靠性。但這並不必然包含技術支援。
在長期支援週期的開始，软件设计师會將軟體特性凍結：他們製作修補程式來修復程序错误及计算机安全隐患，但不會加入新的，可能會造成軟體回歸的功能。軟體維護者可能會單獨釋出修補程式，或是將其置於維護版本、小數點版本或是服務包中釋出。支援週期結束後，其稱之為產品的生命週期結束。
「長期支援」這個術語通常是保留給特殊的軟體版本，其他版本會有更短的生命週期。通常來說，長期支援版本至少會被維護兩年。

## 長期支援的需求
使用長期支援版軟體是資訊科技風險管理的選擇性策略之一。
當软件设计师加入新的功能或修復程式錯誤時，他們可能會不小心帶入新的程式錯誤或破壞了舊的功能。為了降低軟體回歸的機會，長期支援軟體的維護者只會釋出有低資訊科技風險或可以降低資訊科技風險的更新。而長期支援版本所釋出的修補程式通常是被理解為「安裝它比不安裝有較少的風險」。在決定接受一個已發佈的更新前，採用的組織可能會先進行风险评估。
對於大型組織，部署軟體更新可能不僅僅是風險問題，也可能會有價格昂貴的問題。例如，更新一個需要審慎處理設定的网络应用程序，可能需要許多人的合作：程式設計師翻新；数据库管理员對資料庫模型的更動；軟體測試員的回归测试；项目经理的日期安排、聯絡及協調；系统管理员對软件部署的監督；及IT操作員進行备份、安裝及灾难恢复。
長期支援政策較注重软件质量而非新功能。確保管理員可以信賴軟體的特殊更新週期，並在較低的回歸風險下安裝更新。

## 具有長期支援的開放原始碼軟體
| 軟體             | 軟體類型     | 第一個長期支援版本釋出日期 | 長期支援週期 | 一般支援週期 | Notes |
| ---------------- | ------------ | -------------------------- | ------------ | ------------ | --- |
| Fermi Linux      | Linux发行版  | 2004年1月26日              | 變化         | 變化         | Fermi Linux是一個Red Hat Enterprise Linux 衍生版本。它與Scientific Linux同樣由费米国立加速器实验室維護。 |
| Scientific Linux | Linux发行版  | 2004年4月10日              | 變化         | 不適用       | 所有Scientific Linux版本均為長期支援版。Scientific Linux是一個Red Hat Enterprise Linux的衍生版。這是兩個粒子物理學實驗室（费米国立加速器实验室及歐洲核子研究組織）的聯合專案。只要紅帽公司的上游支援繼續，此發行版的支援就會繼續。                                                 |
| CentOS           | Linux发行版  | 2004年5月14日              | 大約10年     | 不適用       | 所有CentOS版本均為長期支援版。CentOS是一個Red Hat Enterprise Linux 衍生版本。 |
| Ubuntu           | Linux发行版  | 2006年6月1日 (v6.06 LTS)   | 5年          | 9個月1       | Canonical公司在推出Ubuntu伺服器版之後決定為Ubuntu增加長期支援版。 每兩年會釋出一個新的長期支援版。從2006年到2011年，Ubuntu桌面版的長期支援版本可以得到約兩年的支援，而伺服器版則有5年的支援。從Ubuntu 12.04 LTS開始，兩種版本都有5年的支援。而Ubuntu 18.04則有為期10年的長期支援。 |
| Joomla!          | 内容管理系统 | 2008年1月 (v1.5)           | 27個月       | 7個月        | 因為Joomla!是网络应用程序，長期支援同時也意味著支援舊版的网页浏览器。 |
| Linux Mint       | Linux发行版  | 2008年6月8日               | 5年          | 9個月        | 從Linux Mint 13開始，長期支援週期從三年增加為五年，因為Linux Mint衍生自Ubuntu，所以同一時間只會維護一個長期發行版。 |
| Linux内核        | 内核         | 2008年10月11日 (v2.6.27)   | 2~3年        | 變化         | 在Linux核心2.6.27版釋出Gold Master版的兩天後，Adrian Bunk自願以長期支援的形式繼續支援此版核心，雖然不確定能持續多久 。Bunk曾是Linux核心前一個“穩定”版，2.6.16版的維護者。2011年，Linux基金會中的一個工作小組啟動了長期支援計畫，其中規定了長期支援週期。                           |
| TYPO3            | 内容管理系统 | 2011年1月 (v4.5 LTS)       | 最少3年      | 變化         | TYPO3是一個由TYPO3協會管理的网络应用程序。 |
| Eclipse          | 集成开发环境 | ?                          | 變化         | 變化         | 在Eclipse基金會中，有一個工作小組負責定義Eclipse軟體長期支援所要達到的目標與必要條件。 |
| Firefox          | 網頁瀏覽器   | 2012年1月31日 (v10.0)      | 1年          | 6週          | 參見Firefox#長期支援版本。 |
| Node.js          | 运行时系统   | 2015年10月12日 (v4.2.0)    | 18個月       | 1年          | |

1.^  Ubuntu的父發行版，Debian的支援週期約三年，每兩個月釋出一個小數點版本。

## 延伸閱讀
- . bcs.org. BCS. 2007-02-05  [2013-08-12]. （原始内容存档于2014-02-22）.
- Graydon, Patrick J.; Knight, John C.; Xiang Yin.  (PDF). 2010  [2013-08-12]. （原始内容存档 (PDF)于2014-02-22）.
- Humble, Jez. . InformIT. 培生教育. 2012-02-16  [2013-08-12]. （原始内容存档于2013-08-12）.
- Littlewood, Bev; Strigini, Lorenzo.  (PDF).   [2013-08-12]. （原始内容 (PDF)存档于2014-02-23）.
- Weiss, Aaron. . eSecurity Planet. 2012-06-08  [2013-08-12]. （原始内容存档于2013-08-14）.